# 샤를 드골 광장
샤를 드골 광장(프랑스어: Place Charles-de-Gaulle)은 프랑스 파리에 있는 광장으로 세계적으로 유명한 개선문이 위치해 있는 광장으로 유명하다.

## 개요
샹젤리제 거리의 서쪽 시작점에 있는 광장이다. 원래 이 광장은 에투알 광장(프랑스어: Place de l' Étoile)이라고 불렀지만, 제2차 세계대전에서 나치 독일에 점령되어 있던 파리를 해방 것으로 알려진 샤를 드골 장군의 영예를 기리고, 1970년에 ‘샤를 드골 광장’으로 개칭되었다. 그러나 현재에도 ‘에투알 광장’라는 부르는 파리 시민들도 있다.

샤를 드골 광장